# メイソン (ミサイル駆逐艦)
|          |                                                                                              |
| 艦歴     |                                                                                              |
| 発注     | 1996年12月13日                                                                               |
| 起工     | 2000年1月20日                                                                                |
| 進水     | 2001年6月23日                                                                                |
| 就役     | 2003年4月12日                                                                                |
| 退役     |                                                                                              |
| その後   | 就役中                                                                                       |
| 要目     |                                                                                              |
| 排水量   | 9,648 トン                                                                                   |
| 全長     | 155.3 m (509 ft 6in)                                                                         |
| 全幅     | 20.1 m (66 ft)                                                                               |
| 吃水     | 9.4 m (31 ft)                                                                                |
| 機関     | COGAG方式                                                                                    |
| 機関     | LM 2500-30ガスタービンエンジン (27,000shp) ×4基                                              |
| 機関     | 可変ピッチプロペラ（5翔）×2軸                                                                |
| 最大速   | 31ノット                                                                                     |
| 航続距離 | 4,400 海里（20ノット時）                                                                     |
| 乗員     | 士官、兵員 380名                                                                             |
| 兵装     | Mk.45 mod.4 5インチ単装砲 ×1基                                                               |
| 兵装     | Mk.38 25mm単装機関砲 ×2基                                                                    |
| 兵装     | Mk.15 20mmCIWS×1基                                                                           |
| 兵装     | M2 12.7mm機銃 ×4挺                                                                           |
| 兵装     | Mk.41 mod.7 VLS ×96セル - SM-2MR SAM - ESSM 短SAM - VLA SUM - トマホーク SLCM などを発射可能 |
| 兵装     | Mk.32 3連装短魚雷発射管×2基                                                                  |
| 艦載機   | MH-60R×2機搭載可能                                                                           |
| C4ISTAR  | AWS B/L 6 (Mk.99 GMFCS×3基)                                                                  |
| C4ISTAR  | AN/SQQ-89A(V)15                                                                              |
| センサ   | AN/SPY-1D(V) 多機能レーダー×4面                                                              |
| センサ   | AN/SPS-67 対水上レーダー×1基                                                                 |
| センサ   | AN/SQS-53C(V)1艦首装備ソナー                                                                 |
| 電子戦   | AN/SLQ-32(V)3 ESM/ECM装置                                                                    |
| 電子戦   | Mk 36 SRBOC デコイ発射機                                                                     |
| モットー | Proudly We Serve                                                                             |

メイソン (英語: USS Mason, DDG-87) は、アメリカ海軍のミサイル駆逐艦。アーレイ・バーク級ミサイル駆逐艦の37番艦。艦名は同名の二隻の艦に因む。最初のメイソン(USS Mason, DD-191)は司法長官、海軍長官を歴任したジョン・ヤング・メイソンに因む。二隻目のメイソン(USS Mason, DE-529)は海軍パイロットのニュートン・ヘンリー・メイソンに因む。

## 艦歴
メイソンはバージニア州ノーフォークを母港とする。アーレイ・バーク級駆逐艦の Flight IIA としては9隻目である。
2003年4月にフロリダ州ケープカナベラルでデヴィッド・ゲール艦長の指揮下就役した。同年夏、スペイン海軍F-101 アルバロ・デ・バサンとともに15日間にわたり共同でのミサイル発射試験を実施した。
2016年10月9日、紅海のイエメン沖を航行中に同国の反政府武装勢力フーシが掌握している地域からミサイル2発がメイソンに向けて発射された。いずれのミサイルもメイソンに届く前に海面に着弾したという。12日にも再びミサイル攻撃を受けたが、こちらも海上に着弾し、メイソンに被害はなかった。この数時間後、DDG-94 ニッツェがイエメン国内のフーシ支配地にあるレーダー拠点3箇所にトマホーク巡航ミサイルで攻撃を加え、破壊した。15日に3度目のミサイル攻撃を受けたが、対抗手段を取り無事だった。
2023年11月26日、アデン湾で武装集団に拿捕されたタンカーから救難信号を受け対応。5人のソマリア人海賊は小型ボートで逃走しようとしたが追跡され、最終的に5人は投降した。この前後にイエメンのフーシ支配地域から弾道ミサイル2発がメイソンとタンカーに向けて発射されたが、約18.5km離れた場所に着弾した。なお、付近には海上自衛隊のむらさめ型護衛艦「あけぼの」もいた。双方共に損害なし。
同年12月にアメリカが民間船舶を攻撃するイエメンのフーシ派に対して始めた繁栄の守護者作戦に参加。ドワイト・D・アイゼンハワー (空母)の艦載機、他の護衛艦とともに無人機18機と対艦巡航ミサイル2発、対艦弾道ミサイル1発を撃墜した。
2024年1月12日、フーシ派に対しトマホークミサイルを用い攻撃を行った(2024年のイエメンへのミサイル攻撃)。